# Maciej Słomczyński
Maciej Słomczyński (ur. 10 kwietnia 1920 w Warszawie, zm. 20 marca 1998 w Krakowie) – polski pisarz i tłumacz. Swoje powieści kryminalne podpisywał pseudonimem Joe Alex.

## Życiorys
Był synem amerykańskiego reżysera i producenta filmowego Meriana C. Coopera i Marjorie Crosby, Angielki (później Marjorie Crosby-Słomczyńska). Nazwisko Słomczyński nosił po ojczymie, Aleksandrze Słomczyńskim, za którego wyszła jego matka, kiedy nie zdecydowała się na wyjazd do USA z Cooperem. Biologiczne ojcostwo Coopera jest jednak kwestionowane, m.in. przez rodzinę. Uczęszczał do gimnazjum pijarów w Rakowicach. W lipcu 1939 jako ekstern zdał maturę w Wejherowie.
Podczas okupacji niemieckiej, w 1941 wstąpił do Konfederacji Narodu, w 1943 znalazł się w Armii Krajowej. Został aresztowany w 1944 i osadzony na Pawiaku, skąd uciekł. Ponownie schwytany został deportowany do obozu pracy w Austrii, udało mu się stamtąd uciec do Szwajcarii. Następnie pracował dla 3 Armii USA pod wodzą gen. George’a Pattona i amerykańskiej żandarmerii w Paryżu.
Na stałe powrócił do Polski w 1947 r., mieszkał w Łodzi, a później w Krakowie. Swój pierwszy tekst, Ballada o kucharzu i literacie, opublikował w łódzkim tygodniku „Tydzień”. W 1947 wydał zbiór wierszy dla dzieci, Makówka z Milanówka. 
W czasach stalinowskich w Polsce Ludowej był prześladowany: poddany inwigilacji jako prawdopodobny angielski szpieg. Od grudnia 1952 przez kilkanaście miesięcy był tajnym współpracownikiem organów bezpieczeństwa publicznego, ps. „Maciek”, a następnie „Włodek”. Aby zerwać kontakt, wyjechał do Gdańska. W następnych latach wielokrotnie odmawiał współpracy. Ponownie próbowano go zwerbować w 1972, lecz bezskutecznie, a w efekcie Słomczyński sam stał się obiektem intensywnej inwigilacji o kryptonimie „Kent”.
W 1953 był sygnatariuszem Rezolucji Związku Literatów Polskich w Krakowie w sprawie procesu krakowskiego. 
Autor napisanej w 1957 powieści rozliczeniowej „Cassiopeia”, w której prezentuje postawy środowiska twórczego wobec komunizmu i powody, jakie skłaniały sporą część tego środowiska do służby nowemu ustrojowi (książka nie została wydana ze względów politycznych).
Przełożył m.in. Ulissesa i Podróże Guliwera, jako jedyna osoba na świecie przetłumaczył wszystkie dzieła Williama Szekspira. Jego przekłady Szekspira są jednak poddawane krytyce za brak zrozumiałości i wierności.
Od 1947 był członkiem Związku Literatów Polskich, od 1947 członkiem (od 1972 członkiem honorowym) Stowarzyszenia Autorów ZAiKS, w 1973 został członkiem Irish Institute, w 1975 współzałożył Międzynarodowe Stowarzyszenie Pisarzy Kryminalnych oraz został członkiem PEN Clubu. Założyciel James Joyce Foundation (USA), wiceprezes 1973–1977, członek zarządu (od 1977). Był też członkiem Stowarzyszenia Pisarzy Polskich, Rotary Club, wiceprezesem międzynarodowego stowarzyszenia „Fundacja Jamesa Joyce’a”.

## Joe Alex i Kazimierz Kwaśniewski
Był autorem powieści sensacyjnych i kryminalnych, publikował pod pseudonimami Joe Alex (także Józef Aleks) i Kazimierz Kwaśniewski (powieści milicyjne). Jako Joe Alex był autorem scenariuszy filmowych, sztuk teatralnych (Panny z Acheronu) oraz widowisk i audycji telewizyjnych. Kryminały Joe Alexa zostały przetłumaczone na 13 języków: białoruski, bułgarski, czeski, litewski, łotewski, niemiecki, rosyjski, rumuński, serbsko-chorwacki, słowacki, słoweński, ukraiński i węgierski.

## Życie prywatne

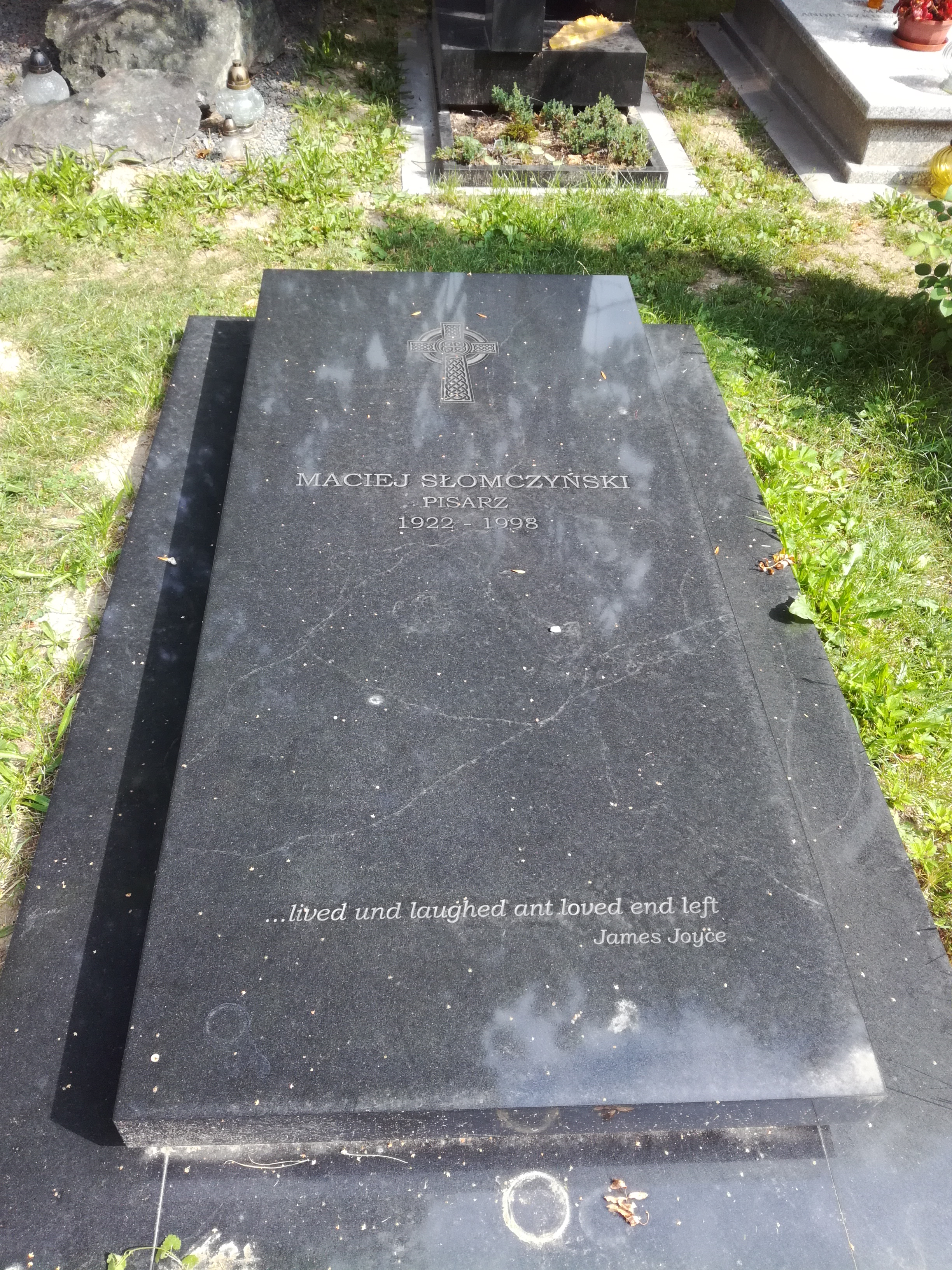
Grób Macieja Słomczyńskiego na cmentarzu Rakowickim w Krakowie

Był trzykrotnie żonaty. Jego pierwszą żoną była Barbara, z domu Targońska. Po raz drugi ożenił się z Lidią, z domu Zamkow, aktorką i reżyserką teatralną. Po rozwodzie z nią, ożenił się po raz trzeci z Teresą z Grzybowskich, córką Konstantego, prawnika i historyka, oraz Krystyny z Estreicherów, pisarki.
Dzieci: Maciej Marian (ur. 1944), dziennikarz, Piotr (ur. 1956), Wojciech (ur. 1962), matematyk, Małgorzata (ur. 1966), biolożka molekularna.
Został pochowany w Krakowie na cmentarzu Rakowickim w alei zasłużonych (kwatera LXIX pas B-2-12).

## Twórczość

### Pod własnym nazwiskiem
- Lądujemy 6 czerwca (Księgarnia Naukowa, Łódź 1947)
- Zadanie porucznika Kenta (Księgarnia Naukowa, Łódź 1947)
- Fabryka śmierci
- Szary cień
- Opowiadania o sprawach osobistych (Iskry, Warszawa 1953)
- Opowiadania o dalekich drogach (Wydawnictwo Literackie Kraków 1954)
- Marsz ołowianych żołnierzy (Nasza Księgarnia, Warszawa 1965)

### JakoJoe Alex
- Śmierć mówi w moim imieniu
- Cichym ścigałam go lotem
- Gdzie przykazań brak dziesięciu
- Niechaj odnajdą swoich wrogów (w antologii Pod szlachetnym koniem)
- Zmącony spokój Pani Labiryntu
- Cicha jak ostatnie tchnienie
- Jesteś tylko diabłem
- Piekło jest we mnie (rozszerzone wydanie Niechaj odnajdą swoich wrogów)
- Powiem wam jak zginął
- Czarne okręty – cykl powieści historycznych dla młodzieży – RSW Prasa-Książka-Ruch, Warszawa 1972–1975
  - Ofiarujmy bogom krew jego
  - Oto zapada noc mroczna
  - Abyś nie błądził w obcej ciemności
  - A drogi tej nie zna nikt
  - Cień nienawiści królewskiej
  - Lew was rozszarpał płowy
  - Ciemny pierścień zakrzepłej krwi
  - Kraina umarłych liści
  - Posejdon o białym obliczu
  - Niechaj umrze o wschodzie słońca
  - Sam bądź księciem

### Jako Kazimierz Kwaśniewski
- Śmierć i Kowalski (scenariusz filmu pt. Ostatni kurs podpisany jest Joe Alex)
- Zbrodniarz i panna (scenariusz filmu o tym samym tytule podpisany jest Joe Alex)
- Każę aktorom powtórzyć morderstwo
- Gdzie jest trzeci król? (scenariusz filmu pt. Gdzie jest trzeci król podpisany jest Joe Alex)
- Ciemna jaskinia
- Czarny Kwiat

### Scenariusze filmowe
- Joe Alex, Zbrodniarz i panna, 1963, reż. Janusz Nasfeter
- Joe Alex, Ostatni kurs, 1963, reż. Jan Batory
- Joe Alex, Gdzie jest trzeci król, 1966, reż. Ryszard Ber

### Przekłady
- John Milton, Raj utracony
- William Faulkner, Światłość w sierpniu
- Robert Louis Stevenson, Przedziwna historia doktora Jekylla i pana Hyde’a
- James Matthew Barrie, Przygody Piotrusia Pana
- Lewis Carroll, Przygody Alicji w Krainie Czarów
- Lewis Carroll, O tym, co Alicja odkryła po drugiej stronie lustra
- Geoffrey Chaucer, Troilus i Criseyda
- William Blake, Czterej Zoa
- Vladimir Nabokov, Skośnie w lewo
- James Joyce, Ulisses

## Nagrody i odznaczenia
W 1972 otrzymał nagrodę literacką ZAiKS-u dla tłumaczy, w 1975 nagrodę PEN-Clubu, w 1977 nagrodę Fundacji A. Jurzykowskiego w Nowym Jorku, w 1980 Nagrodę Miasta Krakowa za „twórczość literacką i przekładową”, a w 1996 nagrodę Wojewody Krakowskiego.
Postanowieniem prezydenta Aleksandra Kwaśniewskiego z dnia 11 listopada 1997, w uznaniu wybitnych zasług dla kultury narodowej, został odznaczony Krzyżem Komandorskim z Gwiazdą Orderu Odrodzenia Polski.

## Upamiętnienie
W 2004 została ustanowiona Nagroda im. Macieja Słomczyńskiego, za najlepsze prace literackie z kręgu słuchaczy i absolwentów SLA.